# Квашинці
Ква́шинці [Архівовано 5 Січня 2022 у Wayback Machine.] — історичний куток Прилук у західній частині міста між центром і Трубарівщиною. Охоплює територію сучасних вулиць Алгазіна, Юрія Коптєва, Незалежності, Земської, Іванівської, Ветеранської, Костянтинівської, Квашинської, частини Київської.

## Історичний огляд

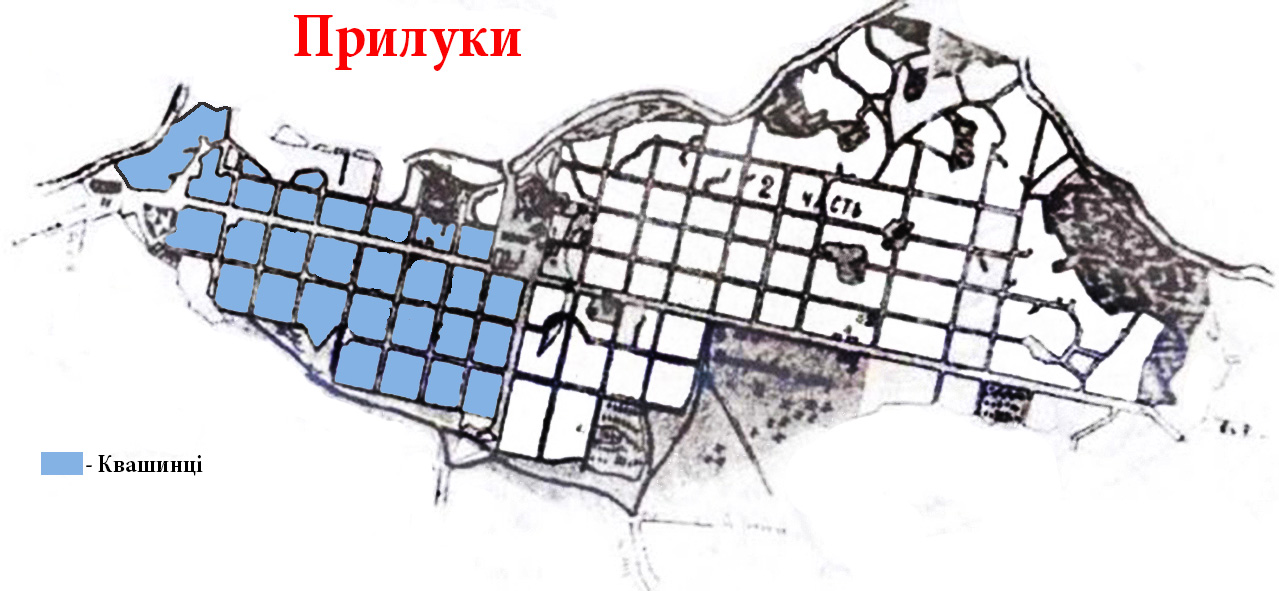
Квашинці на плані Прилук (1802–1822)

Археологічні знахідки на території передмістя Прилук доводять існування поселення ще у добу Київської Русі. Відомо, що 1239 р. Квашинці разом із містом знищили татаро-монголи.
Поселення почали відбудовувати у XVII ст.
Квашинці як передмістя Прилук стали забудовувати згідно з генеральним планом 1802 р. Починалися від Київської брами фортеці (біля сучасного Опанасівського в'їзду) і простягалися вздовж Київської вулиці між p. Удаєм і полем до виїзду з міста (до сучасної вул. Квашинської, колишньої Ділової).
За переписом 1897 р. на Квашинцях нараховувався 1 491 мешканець.
За радянські часи (1929 р.) тут заснували один із найбільших приміських колгоспів «Маяк Ілліча».

## Церква і храмові свята

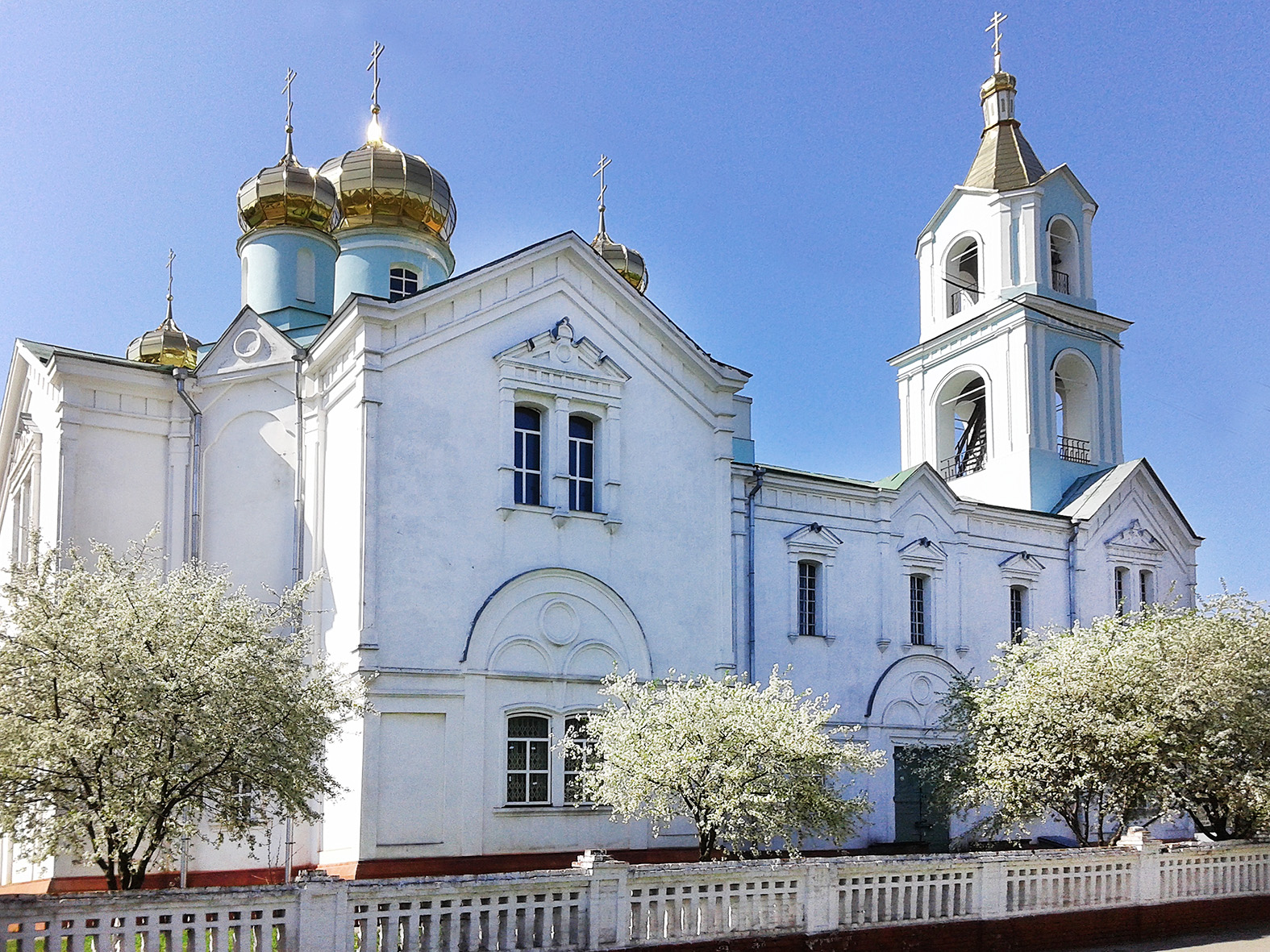
Іванівська церква на Квашинцях

У 1708–1709 роках неподалік від Київської брами на вигоні Квашинців прилуцький полковник Дмитро Горленко власним коштом побудував Іоанно-Дмитрівську церкву на честь святих — покровителів гетьмана Івана Мазепи та його самого.
Храмові свята — день Івана Хрестителя (7 липня) і день св. Дмитра (8 листопада). Сучасні мешканці особливо відзначають перший храм, який збігається з язичницьким святом Купала.
У ці дні починались щорічні ярмарки, які тривали понад тиждень.

## Квашинський цвинтар

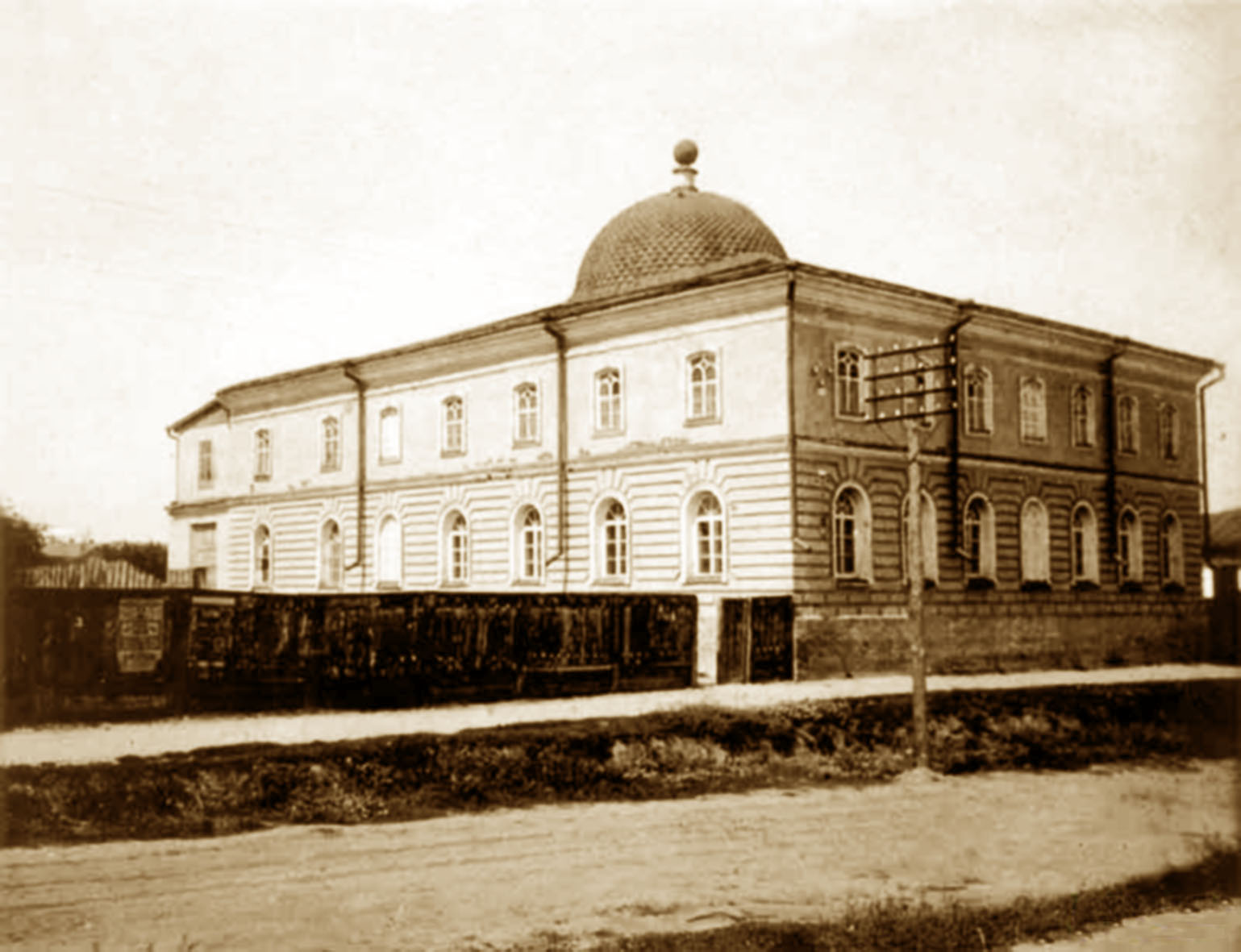
Синагога (початок ХХ ст.)

Згідно з планом Прилук 1805 р. цвинтар розпланували на тодішній західній околиці міста. З приблизно 1840 р. займає місце між вул. Квашинською та пров. Партизанським. Закритий близько 1972.
На цвинтарі розташовані братська могила радянських воїнів, померлих від ран у прилуцьких госпіталях у період Другої світової війни, могила заслуженого лікаря України М. С. Ждановича.

## Пам'ятки
- Іванівська церква (1865), ріг вулиць Київської та Іванівської.

## Музей
- Музей Олега Кошового

## Цікаві Матеріали
- Черниговщина, м. Прилуки. Девушки из угла Квашинец. Нач. 20 ст. [3]
- Карта места[4]
- Упоминание Квашинцев в книге 19 века[5]

## Установи

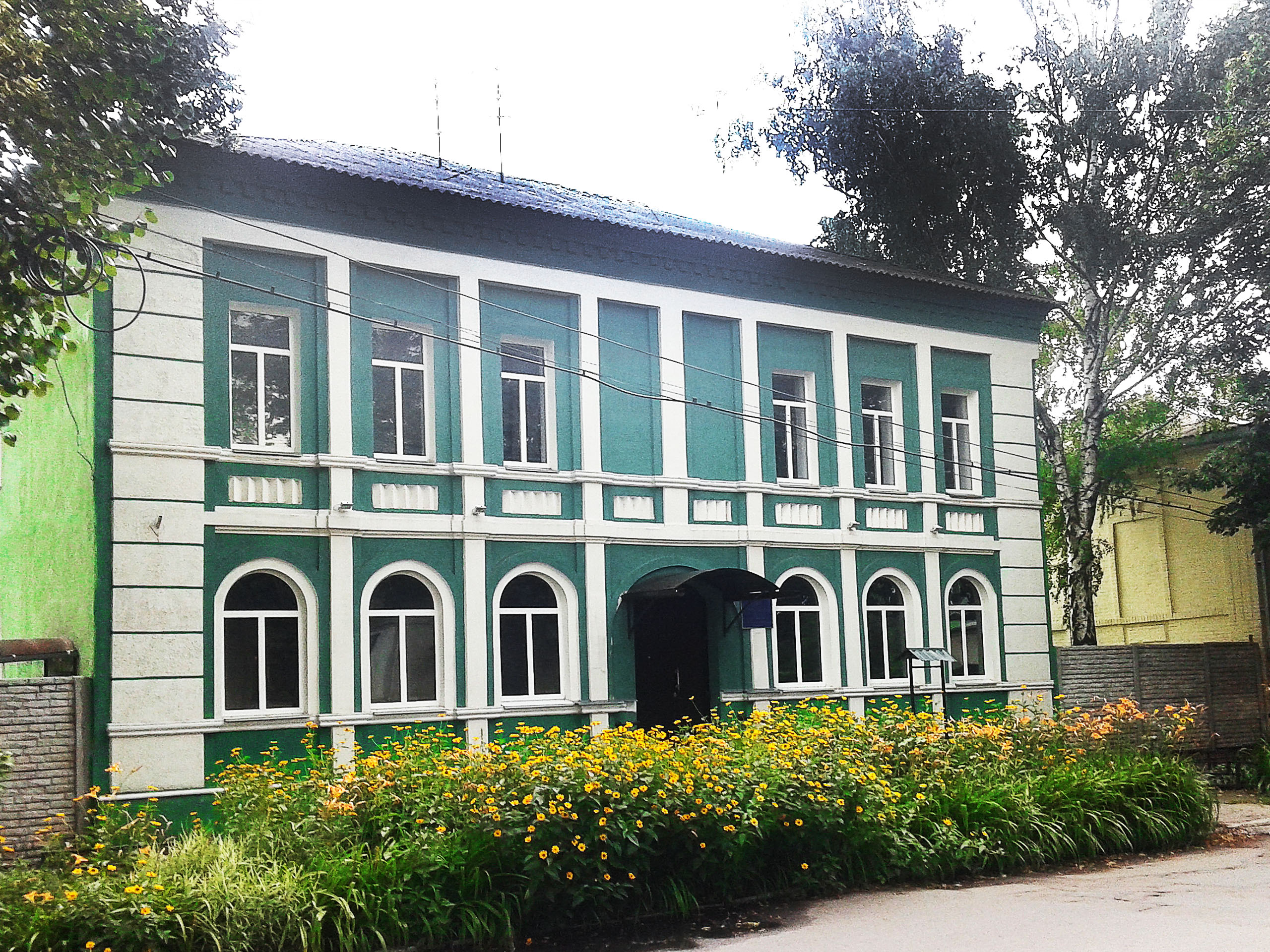
Музична школа (колишня синагога) на вул. Земській

- Завод «Пластмас-Прилуки»,
- Завод ливарно-механічний,
- Панчішна фабрика
- Бавовно-прядильна фабрика
- Фабрика «Прилучанка»,
- Взуттєва фабрика,
- Школи № 2, № 8,
- Медичне училище.
- Музична школа

## Галерея квашинських хат

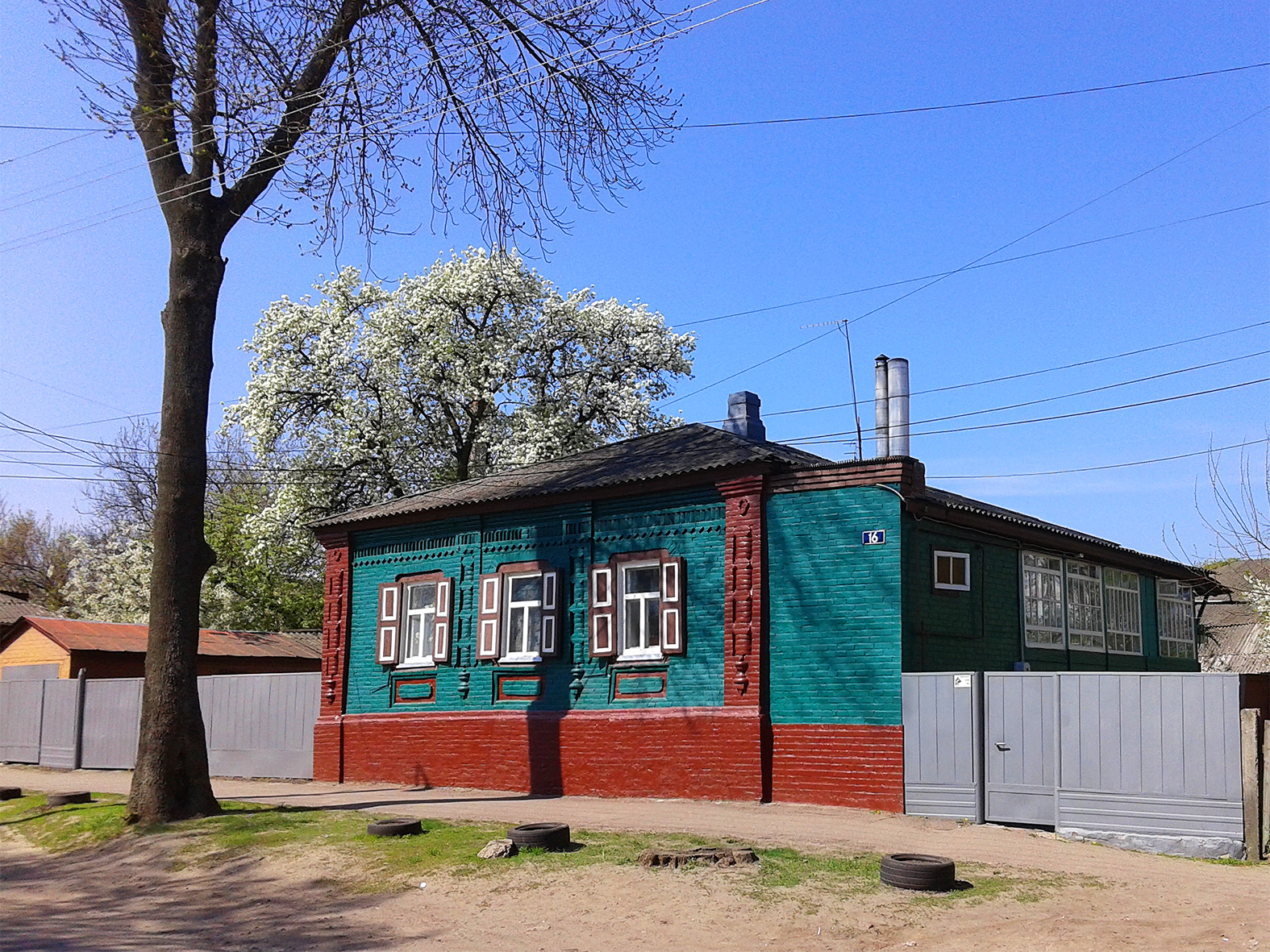
Іванівська вул.
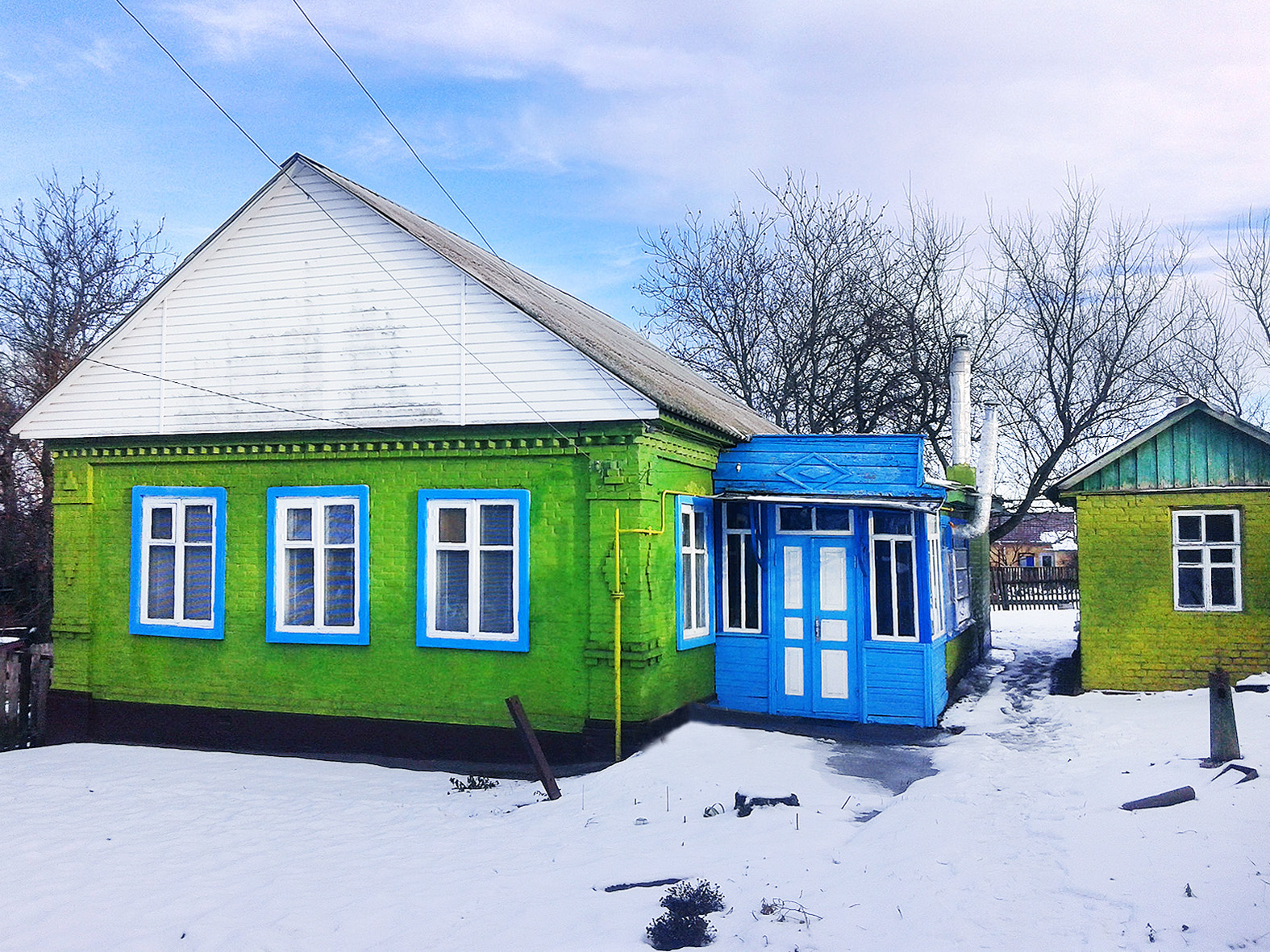
вул. Квашинська (колишня Чапаєва)
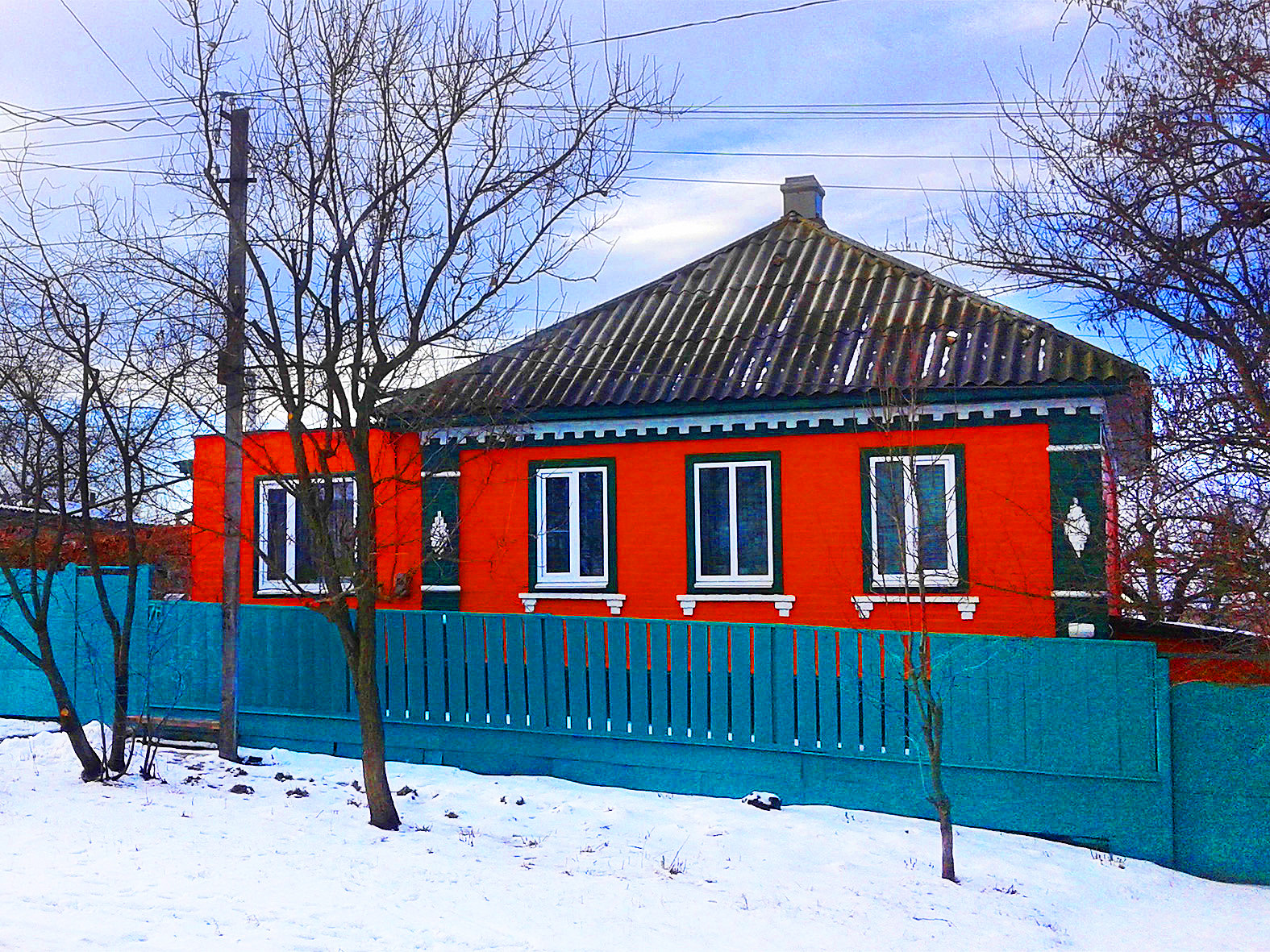
Квашинці
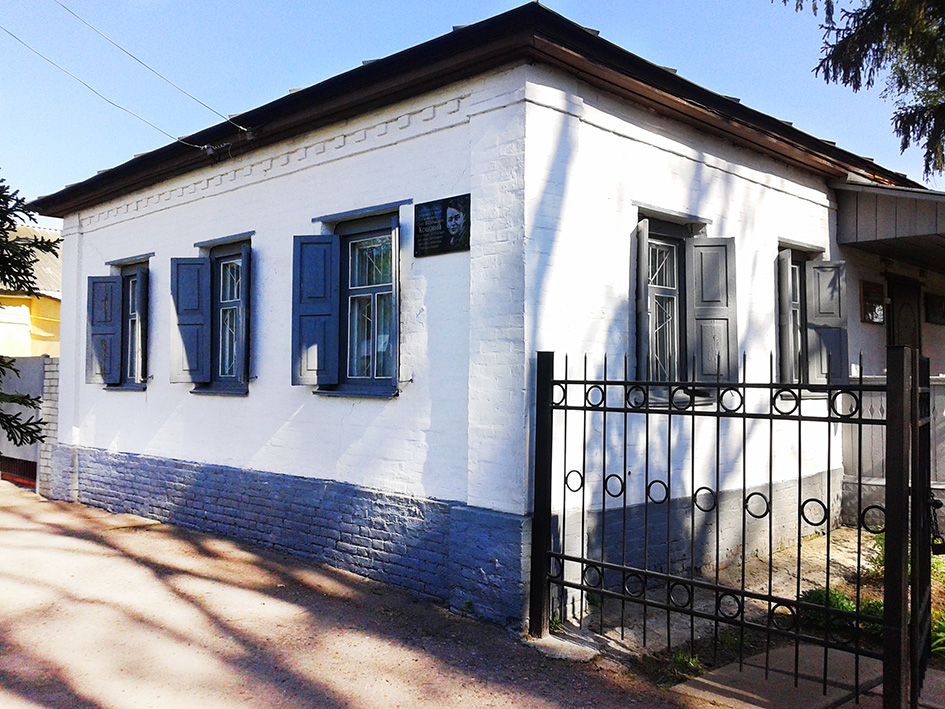
Музей Олега Кошового
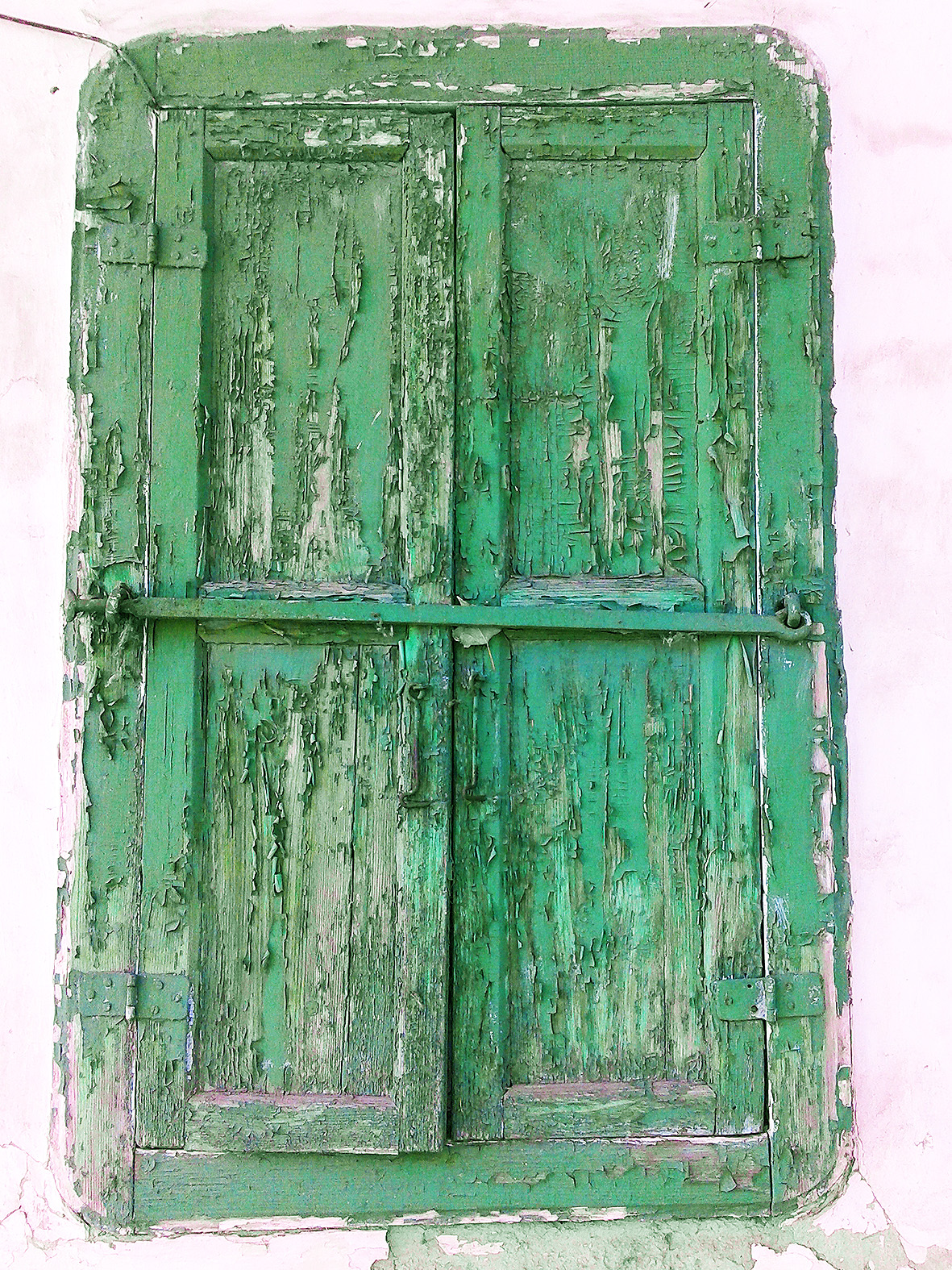
Старі віконниці на вул. Київській